# Gandava
Gandava, antiga Kandabil, també Ganjaba, és una ciutat del Balutxistan a la regió de Kach Gandava, o Kachi (abans districte) i avui dins el districte de Kalat al Pakistan. Està situada en un turó de 105 metres en la plana desolada de Kachchhi o Kachi. la regió es desenvolupa com una falca en el sistema de muntanyes de la frontera que s'estén quasi 300 km de Jacobabad a Sibi amb una gran amplada a la frontera del Sind. La zona és fèrtil i es rega pels rierols o barrancs que baixen de les muntanyes properes, però la part central és arenosa i buida. El clima a l'estiu és malsà, amb vents calents i de mala olor. No hi ha dades sobre la seva població.
La seva fundació s'atribueix al mític persa Bahman Ardashir i hauria marcat la frontera entre turcs i indis. El 644 els àrabs van arribar fins a Kandabil però es van retirar en conèixer la mort del califa Úmar ibn al-Khattab. Fins al 712 la regió fou considerada dins el califat però de fet restava terra de ningú acollint als refugiats que fugien dels musulmans. Almenys des del 660 la regió va pertànyer als reis bramins del Sind (Chach vers 643-671, Sinan vers 671-679, Chandar vers 679-700, Dahir vers 700-711, Hullishah vers 712-724, i Sisah vers 724) i era part de la regió anomenada Budha (formada pel Kachi, i la part occidental dels moderns districtes de Jacobabad, Sukkur, Larkana i Dadu) de la que Kandabil era la seva principal vila al nord de la regió mentre al sud era important Kakar (Kakaraj) al Dadu, que era la capital regional. El 688 el cap kharigita rebel, Attiya ibn al-Aswad es va refugiar a Kandabil, identificat com a part del Sind, i hi fou perseguit per un destacament de l'exèrcit d'al Muhallab, que el van matar allí; el 694 rebels ilafites van matar a Sad ibn Aslam, comandant de la regió de Makran i en revenja el 704 al-Hadhjdjadj va enviar contra els ilafites al seu general Mudjdjaa, però els ilafites van fugir al Sind abans de l'arribada del contingent àrab, el qual es va dedicar a sotmetre "les tribus de Kandabil" que haurien ajudat o simpatitzat amb els rebels. Tot seguit, entre 704 i 711 Kandabil fou ocupada per Dahir, rei del Sind, que hi va nomenar governador al seu nebot Dhol, fill del rei Chandar, amb títol de governador de la Budhiya. El 712 els àrabs van conquerir Sind tot i certa resistència local durant una dotzena d'anys. Amb la conquesta àrab el sud de la regió de Budha va passar a la província del Sind i llavors Budha va quedar limitada al nord amb Kandabil, és a dir el Kachi. El nom de Budha (també Bhudiya o Budhiyyah) li era donat perquè estava habitada pels budhs (i pels zutts ancestres dels gitanos) no per tenir cap relació amb Buda o el budisme. Les comunitats dels budhs i zutts viuen encara avui dia al districte, els primers a Mutt i els segons una mica per arreu.
El 720 els fills rebels d'al-Muhallab van arribar a Kandabil, i el governador Wada els va tancar les portes i van morir lluitant contra els seus perseguidors manats per Hilal ibn Ahwaz al-Tamimi davant els murs de la ciutat.
El 753 Kandabil fou ocupada per un grup d'irregulars àrabs que foren expulsats per Hisham ibn Amr, governador de Sind. El 837 un cap rebel àrab, Muhammad ibn Khalil, es va apoderar de la ciutat i fou atacat pel governador de Sind, Imran que va ocupar la ciutat i va deportar a Kuzdar als caps locals que havien ajudat al rebel.
Després de la repressió d'Imran, la pau i la prosperitat van arribar a la ciutat per força temps, i Kandabil va esdevenir el principal mercat de la regió; es van plantar palmeres i la prosperitat va durar fins al segle xii. Des de la meitat del segle ix fou governada pels emirs Hubari del Sind, pels gaznàvides (1005-1058), pels sumres o sumares (dinastia Sumra o Sumara) del 1058 al 1348, pels sammes (dinastia Samma) vers 1349-1520, pels arghuns (1518-1574), pels mogols (1574-1718), pels kalhores (dinastia Kalhora) feudataris del 1701 al 1718 i independent des de 1718.
Al segle xv va agafar el nom de Gandava i sota sobirania dels samnes fou capital de la confederació tribal balutxi dels Lasharis. El 1518 Shah Beg Arghun en iniciar la conquesta del Sind va enviar tropes a Gandava que van ocupar la ciutat que anomenaven Ganjava. El 1574 fou conquerida per Akbar el Gran, emperador mogol i unida al districte (mahal) de Fathpur sent governada des de Bakhkhar. El 1740 Nadir Shah de Pèrsia que havia sotmès als Kalhores, va cedir la regió de Kachi amb Gandava al kan de Kalat i va formar part del kanat fins a la seva abolició el 1955 sent residència d'hivern dels kans. El districte de Kachi es va organitzar en l'època del kanat però fou suprimit més tard.